# گاو تپه بار علیا ۲
گاو تپه بار علیا ۲ مربوط به عصر مفرغ - دوره هخامنشی - دوره اشکانیان است و در شهرستان ازنا، بخش جاپلق، دهستان جاپلق شرقی، ۱۳۰۰ متری جنوب شرقی روستای گاو بار علیا واقع شده و این اثر در تاریخ ۳۰ بهمن ۱۳۸۶ با شمارهٔ ثبت ۲۱۱۴۱ به‌عنوان یکی از آثار ملی ایران به ثبت رسیده است.